# Santa Luzia (Bahia)
Santa Luzia é um município brasileiro no interior e sul do estado da Bahia. Dista 537 km de Salvador, capital estadual, e se limita com os municípios de Arataca, Una, Canavieiras, Mascote e Camacan. Localiza-se a uma latitude 15º25'46" sul e a uma longitude 39º20'03" oeste, estando a uma altitude de 195 metros.
Ocupa uma área de 824,473 km² e sua população, conforme o censo 2022 do IBGE, é de 13 769 habitantes.

## Etimologia
O nome Santa Luzia, escolhido para batizar a cidade, vem do latim e significa portadora da luz. O nome do município foi concedido através da crença da população da região na Santa protetora dos olhos, Santa Luzia.

## História

### Primeiros povos e colonização
A história de Santa Luzia, como município, se faz muito recente por conta da sua pouca idade, visto que sua emancipação se deu nos anos 80. No início do século XX, a busca de areias monazíticas levou aos diamantes do Salobro, a maior exploração diamantífera no sul da Bahia, cenário dos romances Maria Bonita (1914) e Fruta do Mato (1920) as temáticas da exploração diamantífera e do cacau enriqueceram a obra do romancista Afrânio Peixoto . Essa exploração diamantífera, juntamente com a expansão agrícola fortaleceu o povoado de Jacarandá às margens do rio Pardo. Em 1876, Primo Feliciano Loureiro, legitimou sua posse à margem esquerda do rio Pardo, nas terras que fora batizada de Fazenda Boa Vista. Em virtude da localização e do porto, foi se formando naquelas terras um tímido povoado de casas que atendiam ao vai e vem dos primeiros colonos da região, principalmente os madeireiros e tropeiros. O povoado que se formou na Fazenda dos Loureiros passou a se chamar Boa Vista do Rio Pardo, mas popularmente como Jacarandá, em virtude da madeira mais encontrada boiando nas águas daquele porto, que descia em toros pelo rio até a Vila de Canavieiras.
Em fins de 1881, Orígenes Cerqueira Santos ao transitar pelo Córrego Salobro, terminou encontrando os primeiros diamantes da jazida. Este fato que destacou a Vila de Canavieiras, facilitando a sua elevação para cidade em 1891 atraiu garimpeiros e aventureiros de toda parte, hipnotizados pelas possibilidades de riquezas feitas da noite para o dia nas lavras do Salobro. Jacarandá lugar que teve seu declínio a partir de uma enchente calamitosa em 1914. Posteriormente, surgiria um povoado em local próximo ao anterior, que recebeu o nome de “Arriba Saia” (atual município de Santa Luzia), esse nome foi atribuído porque ali havia muita lama e as mulheres precisavam levantar as saias para andar no lamaçal. Os primeiros ocupantes do território de "Arriba Saia" (atual município de Santa Luzia), foram imigrantes oriundos do Distrito de Jacarandá, pertencente ao município de Canavieiras, por volta de 1914. O povoamento da região se deu fortemente motivado pelo garimpo, surgindo em órbita do Córrego do Salobro, formando o Arraial do Triunfo e o da Cruz de Pia, abrigando pessoas de várias nacionalidades. Com a abertura da rodagem ligando Canavieiras à Vargito (hoje Camacan), esses povoados foram valorizados, elevando a antiga Arriba Saia à categoria de distrito por volta de 1953, forçando a transferência do Cartório de Registro Civil de Jacarandá para Arriba Saia, agora já batizada com o nome de Santa Luzia, que por conta da influência do então João Pedro de Deus, influente fazendeiro que tinha a Santa como sua, batizou o município com o nome da milagreira. O crescimento da produção de cacau na região e os ótimos preços alcançados pelo produto, estimularam a construção da estrada Mascote – Itabuna, pelo Instituto de Cacau da Bahia, atraindo diversas empresas para Santa Luzia que teve sua emancipação por força da lei estadual nº 4.443, de maio de 1985, elevando o distrito à categoria de município.

## Geografia
O município de Santa Luzia situa-se entre o Platô Costeiro da Cordilheira do Lapão, tendo como limite ao sul o município de Mascote, no serpenteio do Córrego Verde, e ao norte os municípios de Arataca e Una tendo todo o vale da Bacia do rio São Pedro e seus afluentes. A Leste faz limite com Canavieiras, no rio Doce da nascente à foz que daí parte em linha reta até o ponto mais alto da Serra da Onça, limitando-se com o município de Camacan, tendo como referência o ponto mais alto das Serras que dividem a Bacia do São Pedro e a Bacia do Panelão. 
Essas referências de limites geográficos do município não existiam quando se espalharam inúmeros colonos pela região. Havendo registro como a visita do naturalista alemão Robert Avé-Lallemant que em dezembro de 1858, percorreu o rio Pardo até suas primeiras cachoeiras, ficando hospedado na Fazenda Paraíso em frente à Barra do Córrego Verde propriedade na época do coronel Augusto Frederico Vasconcelos de Souza Bahianna, que ali havia se estabelecido numa sesmaria de uma légua quadrada de terras dedicando-se à exploração de madeira, o que representava na época a principal atividade econômica da região.
A área mais alta do município, apresenta altitude máxima de 195 m, é constituído pelo bioma Mata Atlântica que abrange territórios que se estendem, especialmente, em grande parte da zona rural de Santa Luzia. A cidade também apresenta rocha que pode chegar aos seus 40 m de paredão.

## Clima
O clima de Santa Luzia é caracterizado, segundo o IBGE, como clima tropical, com temperatura média anual de 21.5 °C e pluviosidade média anual de 1023 mm. A classificação do clima é Aw de acordo com a Köppen e Geiger. Julho é o mês mais seco com 7 mm. O mês de dezembro é o com maior precipitação, apresentando uma média de 225 mm. Com uma temperatura média de 23.4 °C, fevereiro é o mês mais quente do ano e a temperatura mais baixa de todo o ano é em julho, onde a temperatura média é 18.5 °C.

## Demografia
A população de Santa Luzia no censo demográfico de 2010 era de 13 344 habitantes, apresentando uma densidade populacional de 21 hab./km². Deste total, 8 072 habitantes viviam na zona urbana (60%) e 5 260 na zona rural (40%). O Índice de Desenvolvimento Humano (IDH-M) do município é considerado baixo, de acordo com dados do Programa das Nações Unidas para o Desenvolvimento. Segundo dados do relatório de 2010, o seu valor era de 0,556, o município ocupa o lugar 5116º do Ranking do Índice de Desenvolvimento Humano (IDH-M) dos municípios do Brasil em 2010. Embora o valor seja baixo, em comparação a 1991 o seu índice vem aumentando consideravelmente de 0,200 a 0,556 em 2010. Considerando-se apenas o índice de longevidade, seu valor é de 0,768, o valor do índice de renda é de 0,564.

## Economia

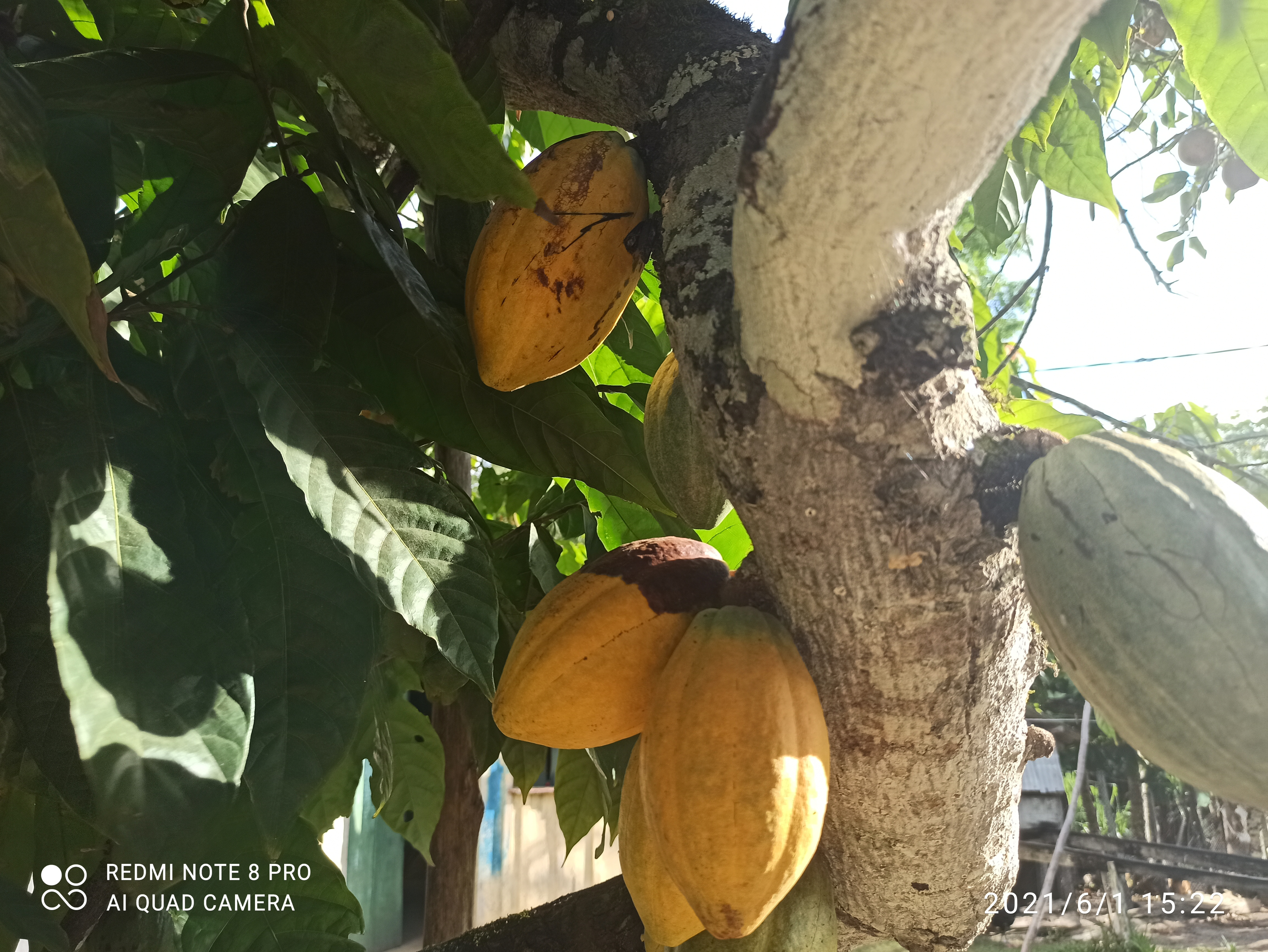
Cacau no cacaueiro.

Nos primeiros séculos de Santa Luzia, a economia foi fortemente marcada pela produção de cacau. A crise gerada pela propagação da vassoura-de-bruxa interferiu drasticamente na dinâmica da região, atraindo  comércio de madeira extrativista, afetando o equilíbrio da flora, fauna e abastecimento d’água do município. Nesta fase Santa Luzia sediou a fundação da, ONG que promoveu uma série de debates e questionamentos sobre a importância do planejamento para o desenvolvimento sustentável da região, avaliando e gerando opinião pública através da educação ambiental, na busca das alternativas de atividades econômicas e culturais considerando a preservação do nosso patrimônio natural.

## Cultura

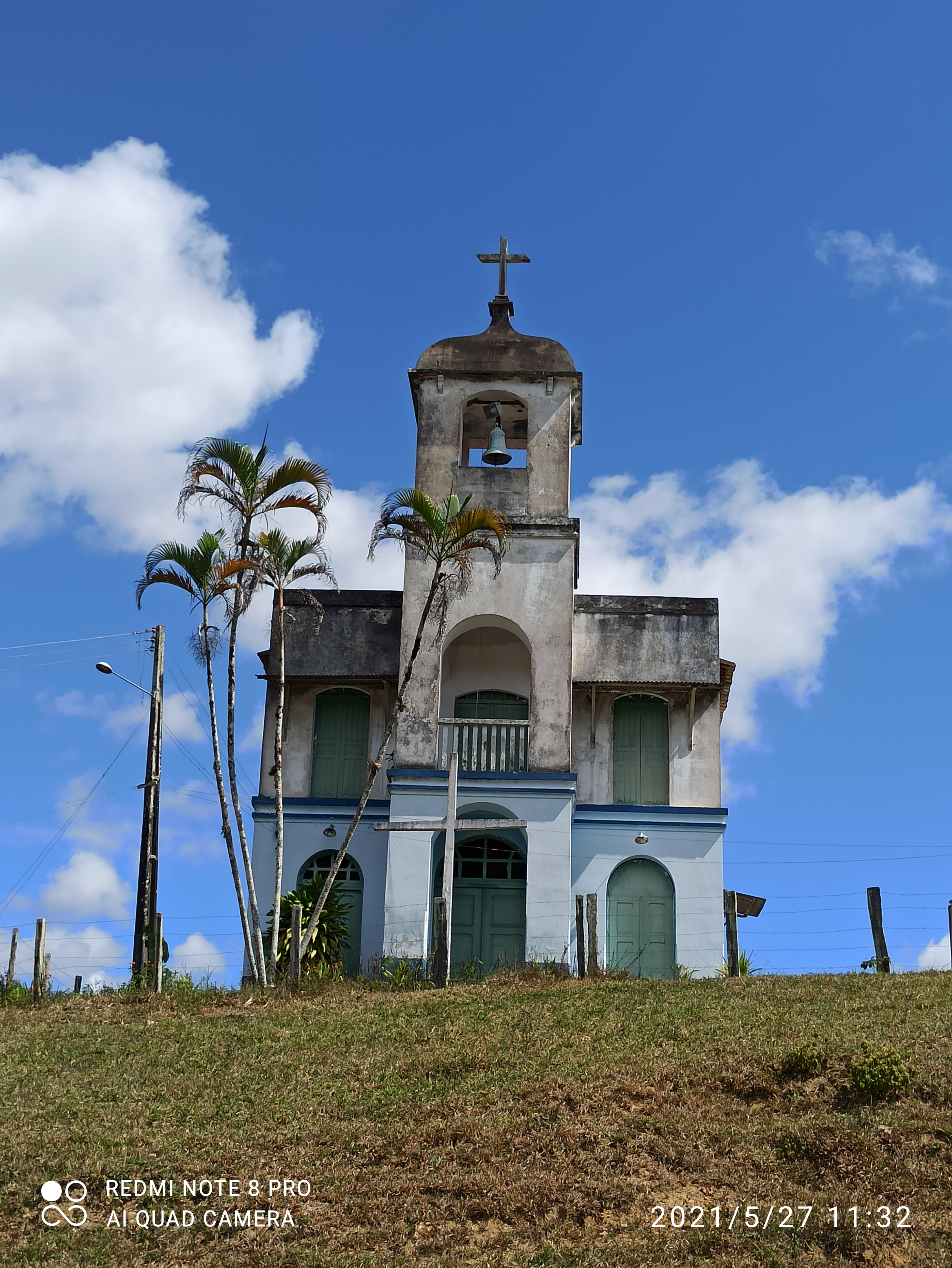
Igreja Nossa Senhora do Rosário, povoado de Jacarandá

A Secretaria de Turismo e Meio Ambiente de Santa Luzia é o órgão da prefeitura responsável pela educação e pela área cultural, turística do município, cabendo a ela a organização de atividades e projetos culturais.

### Patrimônio histórico
Santa Luzia possui construções que diz respeito não somente à sua história, mas também a sua cultura. Uma de suas construções fruto das riquezas e abundância dos diamantes, localizada no Povoado de Jacarandá, às margens do Rio Pardo, tombado Sítio Histórico e patrimônio do município, conserva a igreja de Nossa Senhora do Rosário, de onde tem-se uma vista privilegiada da cidade, no alto de uma colina. Algumas ruínas são testemunhos históricos do passado desse lugar que serviu, no início do século, como ponto de desembarque dos colonos, abertura que favoreceu o crescimento do povoado de 'Arriba Saia' (hoje, Santa Luzia), um simples ponto de descanso e entreposto para tropeiros, garimpeiros e colonos das terras prósperas do cacau.

## Ecoturismo

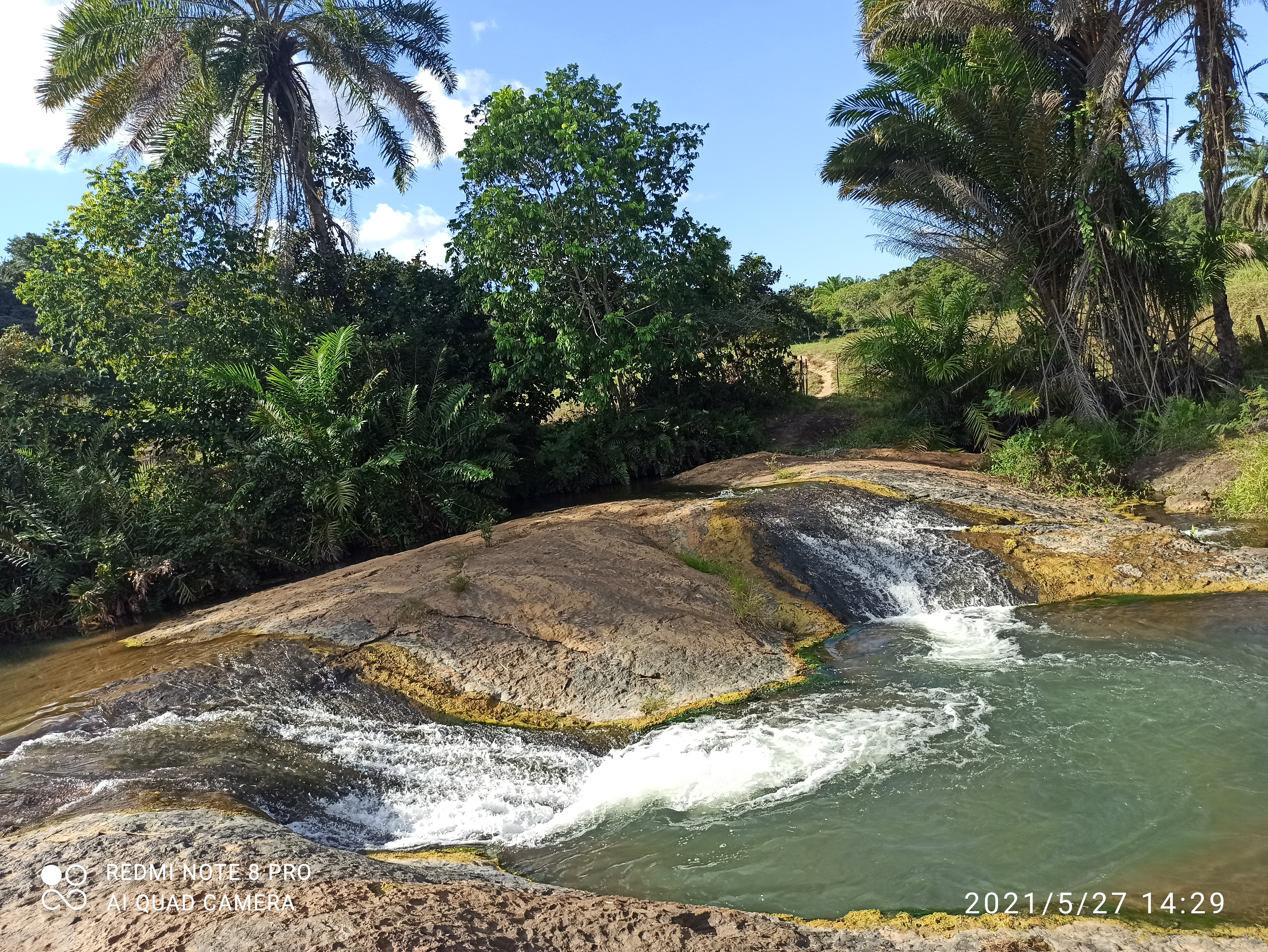
Cachoeira da Betânia

O município  foi tombado pela Unesco como “Sítio do Patrimônio Mundial Natural” e tem trabalhado em prol da  formação do Parque Ecoturísmo do Lapão, incentivando aos proprietários de áreas que dispõe de recursos naturais e históricos relevantes a formatar suas fazendas para o ecoturismo e turismo rural.
Essas iniciativas foram importantes para que município fosse incorporado pela Bahiatursa como Roteiro Ecoturístico da Costa do Cacau. Após os estudos da Fundação Getúlio Vargas e da Superintendência de Investimentos em Polos Turísticos, Santa Luzia passou a fazer parte do pólo de Turismo do  Litoral Sul.
A localidade abriga cavernas, rios, cachoeiras, poços, lagoas e paredões de rocha. No início do século XX, a busca por areias monazíticas levou aos diamantes do Salobro, a maior exploração diamantífera no sul da Bahia.

##### Gruta do Lapão

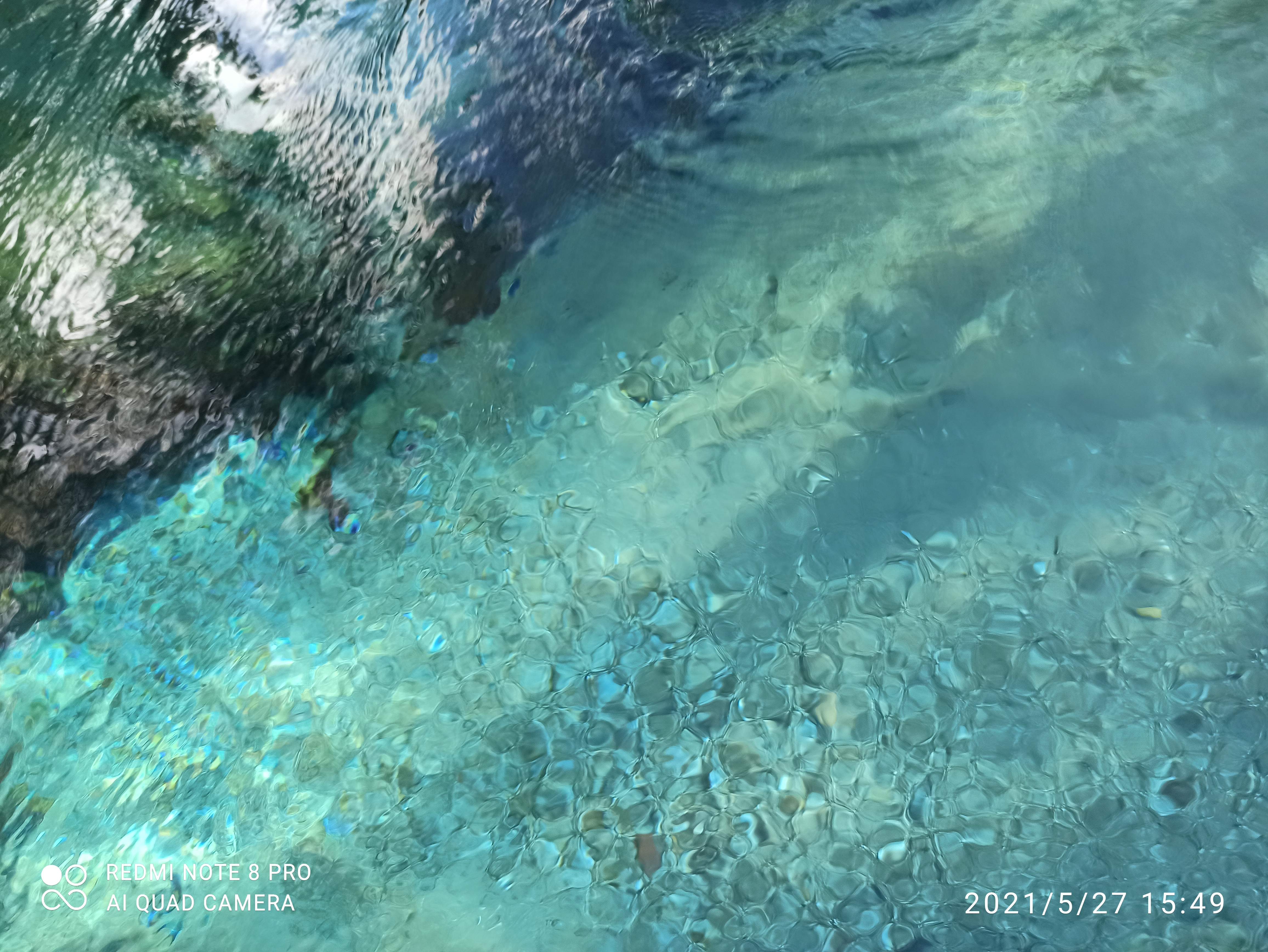
Detalhe da Lagoa Dourada, 2021

O Parque Ecoturístico do Lapão abriga a Gruta do Lapão, uma das mais belas da região. O passeio é feito por trilhas de aproximadamente 3,5 quilômetros, cercadas de Mata Atlântica. A Gruta do Lapão proporciona emoções para os exploradores, com seus abismos e galerias submersas. O paredão de pedra do Mirante das Três  é um dos mais procurador para a prática do  rappel na região.